# Masòiras
Mazoires és un municipi francès situat al departament del Puèi Domat i a la regió d'Alvèrnia-Roine-Alps. L'any 2007 tenia 103 habitants.

## Demografia

### Població
El 2007 la població de fet de Mazoires era de 103 persones. Hi havia 44 famílies de les quals 12 eren unipersonals (4 homes vivint sols i 8 dones vivint soles), 12 parelles sense fills, 8 parelles amb fills i 12 famílies monoparentals amb fills.
La població ha evolucionat segons el següent gràfic:
Habitants censats

### Habitatges
El 2007 hi havia 110 habitatges, 44 eren l'habitatge principal de la família, 49 eren segones residències i 17 estaven desocupats. 109 eren cases i 1 era un apartament. Dels 44 habitatges principals, 37 estaven ocupats pels seus propietaris i 7 estaven llogats i ocupats pels llogaters; 1 tenia dues cambres, 5 en tenien tres, 15 en tenien quatre i 23 en tenien cinc o més. 10 habitatges disposaven pel capbaix d'una plaça de pàrquing. A 13 habitatges hi havia un automòbil i a 23 n'hi havia dos o més.

### Piràmide de població
La piràmide de població per edats i sexe el 2009 era:
| Homes | Edats   | Dones |
| ----- | ------- | ----- |
| 0     | 95 o +  | 0     |
| 0     | 90 a 94 | 0     |
| 0     | 85 a 89 | 0     |
| 0     | 80 a 84 | 4     |
| 0     | 75 a 79 | 4     |
| 4     | 70 a 74 | 4     |
| 0     | 65 a 69 | 0     |
| 0     | 60 a 64 | 8     |
| 8     | 55 a 59 | 4     |
| 0     | 50 a 54 | 8     |
| 4     | 45 a 49 | 0     |
| 4     | 40 a 44 | 4     |
| 12    | 35 a 39 | 0     |
| 4     | 30 a 34 | 4     |
| 4     | 25 a 29 | 0     |
| 8     | 20 a 24 | 0     |
| 0     | 15 a 19 | 4     |
| 4     | 10 a 14 | 4     |
| 0     | 5 a 9   | 4     |
| 4     | 0 a 4   | 0     |

## Economia
El 2007 la població en edat de treballar era de 67 persones, 52 eren actives i 15 eren inactives. De les 52 persones actives 49 estaven ocupades (32 homes i 17 dones) i 3 estaven aturades (3 dones i 3 dones). De les 15 persones inactives 7 estaven jubilades, 5 estaven estudiant i 3 estaven classificades com a «altres inactius».
Activitats econòmiques
Dels 5 establiments que hi havia el 2007, 2 eren d'empreses extractives, 1 d'una empresa de transport, 1 d'una empresa d'hostatgeria i restauració i 1 d'una empresa de serveis.
L'any 2000 a Mazoires hi havia 27 explotacions agrícoles que ocupaven un total de 2.332 hectàrees.

## Poblacions més properes
El següent diagrama mostra les poblacions més properes.